# Ithomia browni
Ithomia browni är en fjärilsart som beskrevs av Fox 1945. Ithomia browni ingår i släktet Ithomia och familjen praktfjärilar. Inga underarter finns listade i Catalogue of Life.